# Bouřková sklenička

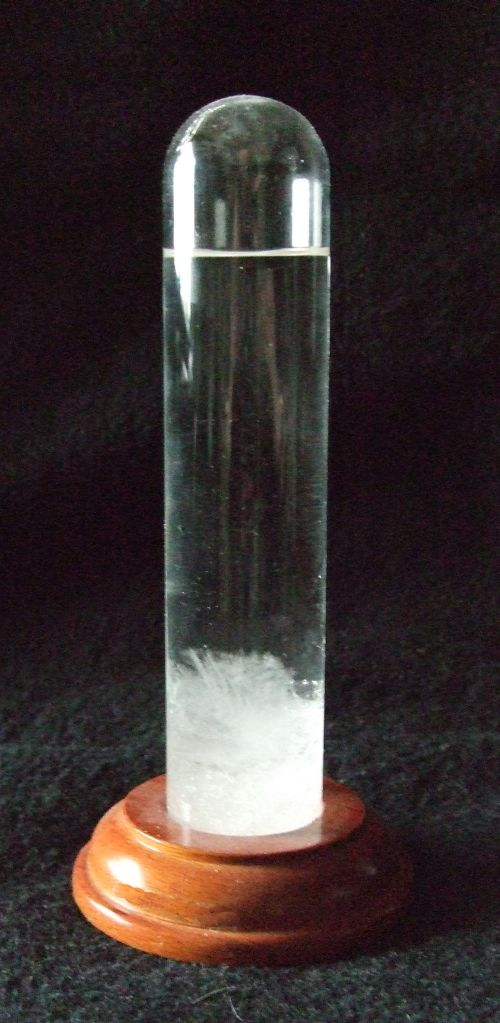
Bouřková sklenička

Bouřková sklenička (storm glass) je druh zařízení určeného k předpovídání počasí. Skládá se ze zatavené skleněné nádoby naplněné tekutinou, která svými změnami umožňuje uživateli předpovídat počasí. V 18. a 19. století, byly skleničky využívány jako meteorologická pomůcka k předpovídání počasí především v Anglii.

## Složení
Sklenička obsahuje směs následujícího složení:
- 33 ml destilované vody
- 40 ml etanolu
- 2,5 g dusičnanu draselného
- 2,5 g chloridu amonného
- 10 g kafru

Tato specifická směs byla vyvinuta admirálem Robertem FitzRoyem a byla použita během jeho cesty s Charlesem Darwinem na HMS Beagle.

## Předpovídání počasí
Během historické plavby Fitzroy pečlivě zdokumentoval, jak bouřková sklenička předpovídá počasí:
- Pokud je kapalina ve skle čirá, bude jasno.
- Pokud je kapalina zakalená, bude zataženo s možností srážek.
- V případě, že jsou malé tečky, lze očekávat vlhké nebo mlhavé počasí .
- Zakalená kapalina s malými hvězdičkami předpovídá bouři.
- Pokud kapalina během slunných zimních dnů obsahuje malé hvězdičky, pak se blíží sníh.
- Velké vločky v kapalině znamenají zataženo nebo sněžení v zimě.
- Krystaly na dně znamenají mráz.
- Pokud se tvoří vlákna v horní části, bude větrno.

V roce 1859 udeřila silná bouře na Britských ostrovech. V reakci na to britská monarchie distribuovala bouřkové skleničky, známé jako "FitzRoyvy bouřkové barometry" do mnoha malých rybářských komunit kolem britských ostrovů, kde měly sloužit k informování lodí před vyplutím z přístavu.
Z pohledu dnešní doby, předpovídání počasí podle Bouřkové skleničky nemusí být pravdivé, protože sklenička především odráží teplotní historii svého okolí.

## Princip
Bouřkové skleničky jsou založeny na předpokladu, že teplota a tlak ovlivňují rozpustnost, což má někdy za následek čirou kapalinou, jindy je příčinou formování sraženin. Nicméně způsob, jakým funguje, není plně pochopen. Ačkoliv je dobře prokázáno, že teplota ovlivňuje rozpustnost, některé studie současně zaznamenaly podobné krystaly při různých teplotách. Kromě toho, uzavřené skleničky nejsou vystaveny změnám atmosférického tlaku a nereagují na tlak spojený se změnou počasí. Někteří lidé navrhli, že interakce mezi povrchem skleněné stěny a tekutého obsahu tvoří krystaly. Vysvětlení někdy zahrnují účinky elektřiny nebo kvantové tunelování přes sklo.
Vznik krystalických formací byl objasněn skupinou japonských vědců v roce 2008, kteří došli k závěru, že krystaly, vznikající uvnitř skleničky, jsou tvořeny čistým kafrem.